# Districte de Villefranche-sur-Saône
El districte de Villefranche-sur-Saône (en francès: arrondissement de Villefranche-sur-Saône) és una divisió administrativa francesa del departament del Roine a la regió d'Alvèrnia-Roine-Alps. Té 140 municipis. El cap és la sotsprefectura de Villefranche-sur-Saône.